# Città metropolitana di Cagliari
La città metropolitana di Cagliari (Tzitadi metropolitana de Casteddu in sardo) è una città metropolitana italiana della Sardegna istituita dalla legge regionale n. 2 del 2016 e divenuta pienamente operativa il 1º gennaio 2017. Composta, oltre che dal capoluogo, da sessantanove comuni (in parte conurbati), conta una popolazione di 542.470 abitanti e si estende su una superficie di 4 703 km². È stata l'unica città metropolitana italiana istituita creando ex novo un ente aggregativo del capoluogo e della sua conurbazione secondo una logica di area metropolitana, senza corrispondere allo stesso territorio della vecchia provincia. Nel 2024 sono stati annessi i comuni che componevano la parte orientale della vecchia provincia del Sud Sardegna.

## Comuni metropolitani

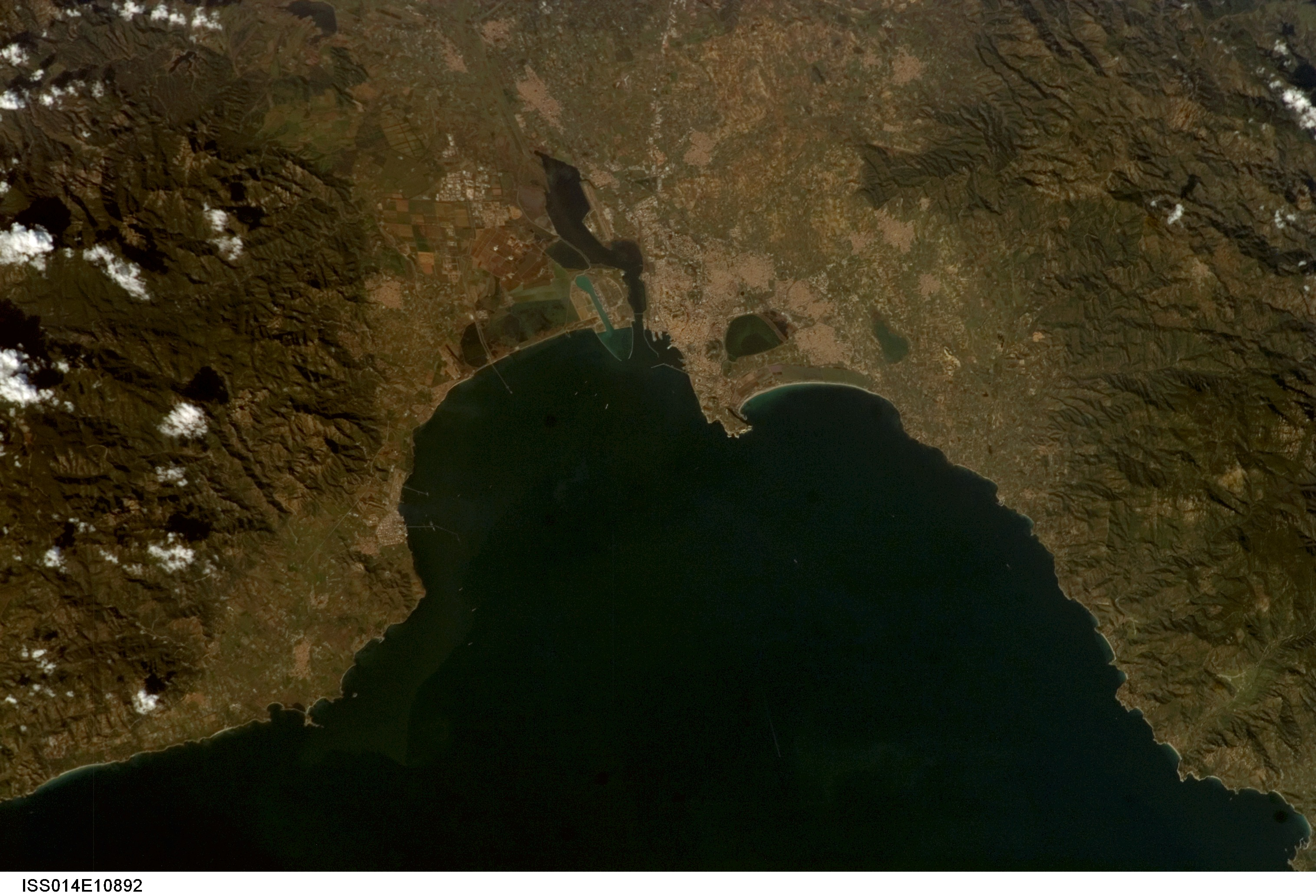
Vista satellitare di parte della città metropolitana di Cagliari

I comuni della città metropolitana di Cagliari sono 70:
| Stemma | Comune                          | Altitudine (m s.l.m.) | Superficie (km²) | Popolazione (ab) | Densità (ab/km²) |
| ------ | ------------------------------- | --------------------- | ---------------- | ---------------- | ---------------- |
|        | Armungia                        | 366                   | 54,75            | 498              | 9,1              |
|        | Assemini                        | 6                     | 118,17           | 27,028           | 228,72           |
|        | Ballao                          | 98                    | 46,63            | 840              | 18,01            |
|        | Barrali                         | 140                   | 11,23            | 1,122            | 99,91            |
|        | Burcei                          | 648                   | 94,85            | 2,827            | 29,80            |
|        | Cagliari                        | 0 - 166               | 85,01            | 154,478          | 1 817,17         |
|        | Capoterra                       | 54                    | 68,49            | 23,762           | 346,94           |
|        | Castiadas                       | 60                    | 103,89           | 1,561            | 15,03            |
|        | Decimomannu                     | 10                    | 27,72            | 8,115            | 292,75           |
|        | Decimoputzu                     | 17                    | 44,77            | 4,402            | 98,32            |
|        | Dolianova                       | 212                   | 84,31            | 9,737            | 115,49           |
|        | Domus de Maria                  | 66                    | 97,14            | 1,714            | 17,64            |
|        | Donori                          | 141                   | 35,31            | 2,121            | 60,07            |
|        | Elmas                           | 7                     | 13,63            | 9,286            | 681,29           |
|        | Escalaplano                     | 338                   | 94,04            | 2 295            | 24,40            |
|        | Escolca                         | 416                   | 14,76            | 613              | 41,53            |
|        | Esterzili                       | 731                   | 100,74           | 743              | 7,38             |
|        | Gergei                          | 374                   | 36,18            | 1,315            | 36,35            |
|        | Gesico                          | 300                   | 25,62            | 894              | 34,89            |
|        | Goni                            | 383                   | 18,60            | 497              | 26,72            |
|        | Guamaggiore                     | 199                   | 16,80            | 1,011            | 60,18            |
|        | Guasila                         | 210                   | 43,51            | 2 732            | 62,79            |
|        | Isili                           | 523                   | 67,84            | 2 812            | 41,45            |
|        | Mandas                          | 457                   | 45,02            | 2 238            | 49,71            |
|        | Maracalagonis                   | 82                    | 101,37           | 7 744            | 76,39            |
|        | Monastir                        | 81                    | 31,79            | 4 571            | 143,79           |
|        | Monserrato                      | 2                     | 6,43             | 20 240           | 3 147,74         |
|        | Muravera                        | 9                     | 93,51            | 5 277            | 56,43            |
|        | Nuragus                         | 359                   | 19,90            | 968              | 48,64            |
|        | Nurallao                        | 398                   | 34,76            | 1 308            | 37,63            |
|        | Nuraminis                       | 91                    | 45,18            | 2 582            | 57,15            |
|        | Nurri                           | 612                   | 73,67            | 2 205            | 29,93            |
|        | Orroli                          | 550                   | 75,59            | 2 320            | 30,69            |
|        | Ortacesus                       | 161                   | 23,63            | 933              | 39,48            |
|        | Pimentel                        | 154                   | 14,97            | 1 201            | 80,23            |
|        | Quartucciu                      | 14                    | 27,93            | 13 148           | 470,75           |
|        | Quartu Sant'Elena               | 6                     | 96,41            | 71 282           | 739,36           |
|        | Pula                            | 10                    | 138,92           | 7 399            | 53,26            |
|        | Sadali                          | 765                   | 49,61            | 943              | 19,01            |
|        | Samatzai                        | 174                   | 31,16            | 1 715            | 55,04            |
|        | San Basilio                     | 415                   | 44,63            | 1 263            | 28,30            |
|        | San Nicolò Gerrei               | 365                   | 63,52            | 881              | 13,87            |
|        | San Sperate                     | 41                    | 26,24            | 8 278            | 315,47           |
|        | Sant'Andrea Frius               | 280                   | 36,16            | 1 839            | 50,86            |
|        | San Vito                        | 10                    | 231,64           | 3 836            | 16,56            |
|        | Sarroch                         | 47                    | 67,83            | 5 273            | 77,74            |
|        | Selargius                       | 10                    | 26,67            | 28 965           | 1 086,05         |
|        | Selegas                         | 234                   | 20,39            | 1 438            | 70,52            |
|        | Senorbì                         | 199                   | 34,29            | 4 745            | 138,38           |
|        | Serdiana                        | 171                   | 55,71            | 2 647            | 47,51            |
|        | Serri                           | 640                   | 19,18            | 686              | 35,77            |
|        | Sestu                           | 44                    | 48,29            | 20 546           | 425,39           |
|        | Settimo San Pietro              | 70                    | 23,29            | 6 679            | 286,78           |
|        | Siliqua                         | 66                    | 189,85           | 3 963            | 20,93            |
|        | Silius                          | 585                   | 38,36            | 1 222            | 31,86            |
|        | Sinnai                          | 133                   | 223,91           | 17 119           | 76,45            |
|        | Siurgus Donigala                | 452                   | 76,39            | 2 110            | 27,62            |
|        | Soleminis                       | 200                   | 12,79            | 1 872            | 146,36           |
|        | Suelli                          | 256                   | 19,20            | 1 132            | 58,96            |
|        | Ussana                          | 97                    | 32,82            | 4 222            | 128,64           |
|        | Uta                             | 6                     | 134,71           | 8 392            | 62,30            |
|        | Vallermosa                      | 70                    | 61,75            | 1 922            | 31,13            |
|        | Villanova Tulo                  | 600                   | 40,45            | 1 136            | 28,08            |
|        | Villaputzu                      | 11                    | 181,31           | 4 807            | 26,51            |
|        | Villasalto                      | 502                   | 130,36           | 1 144            | 8,78             |
|        | Villa San Pietro                | 37                    | 39,89            | 2 086            | 52,29            |
|        | Villasimius                     | 49                    | 57,97            | 3 658            | 63,10            |
|        | Villasor                        | 26                    | 86,79            | 6 976            | 80,38            |
|        | Villaspeciosa                   | 7                     | 27,19            | 2 434            | 89,52            |
|        | Città metropolitana di Cagliari | 0 - 1 212             | 4 570,41         | 560 978          | 122,74           |

## Storia
La città metropolitana di Cagliari era già una delle 15 aree metropolitane italiane previste dalla Legge n. 142 dell'8 giugno 1990. La sua attuazione e delimitazione ai sensi dell'art. 17 della stessa legge sarebbe dovuta avvenire da parte della Regione Autonoma.
Con Legge Regionale n. 4 del 2 gennaio 1997 (Riassetto generale delle province e procedure ordinarie per l'istituzione di nuove province e la modificazione delle circoscrizioni provinciali) venne stabilito che in "(...) riferimento al territorio di Cagliari lo schema di assetto provinciale può prevedere (...) la delimitazione dell'area metropolitana con l'istituzione della relativa autorità o comunque altre speciali forme di autonomia politica ed organizzativa tali da consentire il governo dello sviluppo ed il coordinamento delle funzioni dell'area".

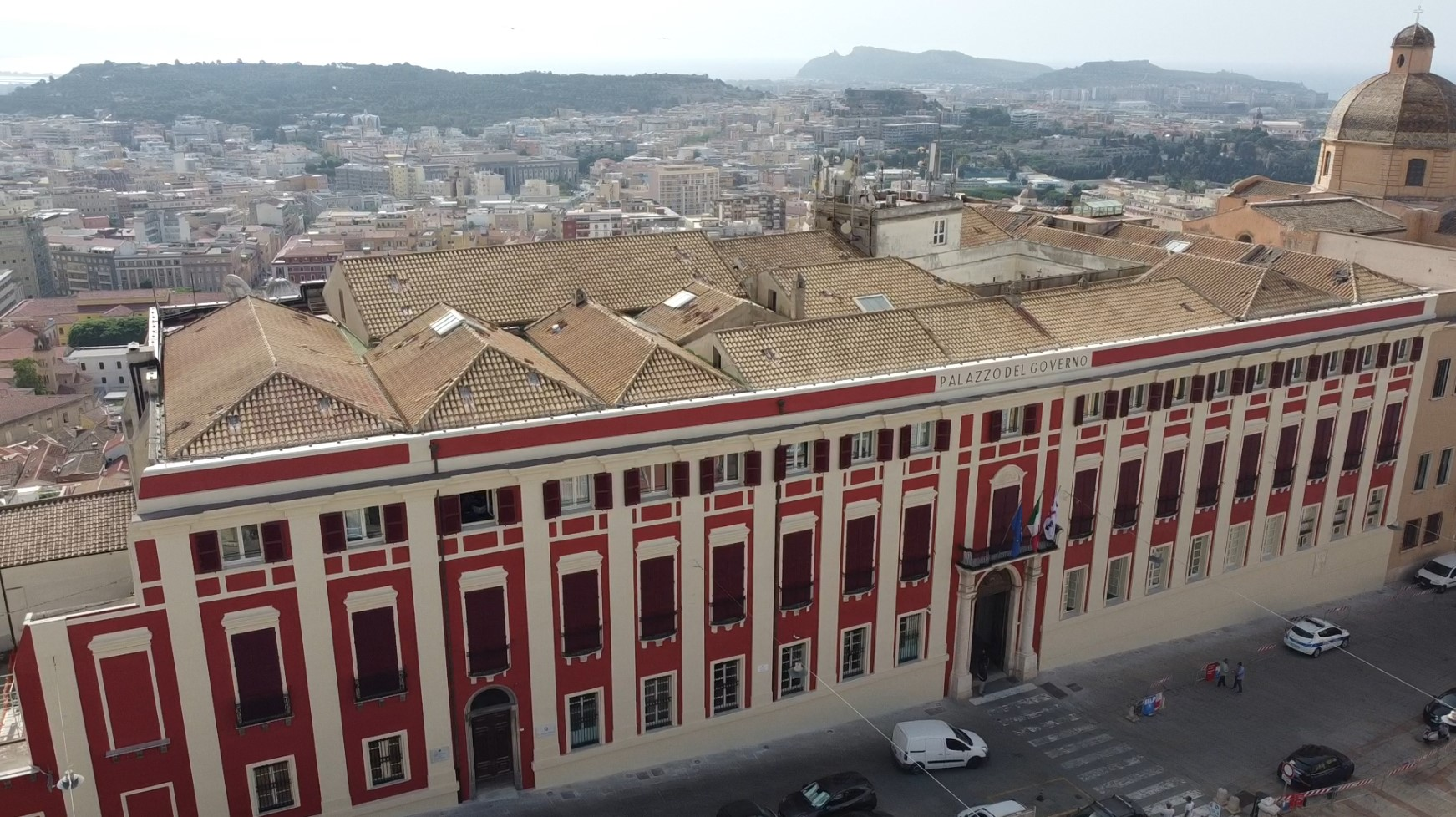
Palazzo Regio

La riforma costituzionale del 2001 aveva previsto che l'area metropolitana una volta delimitata potesse assumere la denominazione di città metropolitana e acquisire le funzioni della provincia.
Nello stesso anno la Regione Sardegna con la Legge Regionale n. 9  del 12 luglio 2001 in attuazione della precedente Legge Regionale n. 4 del 1997 istituiva le quattro nuove Province di Carbonia-Iglesias, del Medio Campidano, dell'Ogliastra e di Olbia-Tempio e ridelimitava le province esistenti ma senza istituire la città metropolitana cagliaritana.
La città metropolitana di Cagliari è guidata dal sindaco dello stesso capoluogo di regione, ed è stata istituita a seguito dell'approvazione della riforma regionale degli Enti locali che ha anche soppresso definitivamente le nuove province istituite nel 2001 (Olbia-Tempio, Ogliastra, Medio Campidano e Carbonia-Iglesias). Restano in vita le province "storiche" di Sassari e Nuoro (in quanto previste dallo statuto speciale regionale) e quella di Oristano, mentre la restante parte della provincia di Cagliari e le ex province del Medio Campidano e Carbonia-Iglesias sono state fuse nella provincia del Sud Sardegna il 4 febbraio 2016, suddividendo di fatto l'isola in 5 ambiti provinciali. Nel 2021 è stata approvata un ulteriore legge regionale che prevede un nuovo riordino degli enti locali e di conseguenza la ex provincia di Sassari è stata suddivisa nella Provincia della Gallura Nord-Est Sardegna a est mentre a ovest i comuni hanno formato la nuova Città metropolitana di Sassari, inoltre la porzione meridionale della Provincia di Nuoro si è distaccata per formare la nuova Provincia dell'Ogliastra e quella del Sud Sardegna ha avuto le stesse sorti di quella di Sassari, in quanto è stata soppressa in favore della Provincia del Medio Campidano a nord-ovest e di quella del Sulcis Iglesiente a sud-ovest, mentre i comuni delle rimanente porzione orientale sono stati annessi alla Città Metropolitana di Cagliari. Sostanzialmente sono state ripristinate le ex province istituite secondo la legge regionale del 2001 con la significativa differenza del cambio di nome di tre, in quanto la provincia del Sulcis Iglesiente coincide con la vecchia Provincia di Carbonia-Iglesias, quella della Gallura-nord est Sardegna con quella di Olbia-Tempio e la Città metropolitana di Cagliari ingrandita con la ex Provincia di Cagliari, mentre quella di Oristano è l'unica provincia ad essere rimasta invariata. Le modifiche sono entrate ufficialmente in vigore il 1° giugno 2024.
In attuazione dell'articolo 2, comma 1, lettera b); de dell'articolo 17, comma 2, della legge regionale n. 2 del 2016,  dal 1 Giugno 2025 i Comuni della Città Metropolitana di Cagliari sono passati da 17 a 70. (Delibera della Giunta regionale 36/34 del 9 Luglio 2025).
A seguito della Deliberazione della Giunta regionale n. 54/21 del 30 dicembre 2024 è avvenuto il trasferimento alle Province del Sulcis Iglesiente, del Medio Campidano e alla Città metropolitana di Cagliari del personale della Provincia del Sud Sardegna.
Il 17 marzo 2016 il sindaco metropolitano di diritto Massimo Zedda si è insediato a palazzo regio (sede dell'ente), il successivo 3 aprile si sono tenute le prime elezioni a suffragio ristretto che hanno designato il primo consiglio metropolitano. Nella successiva tornata elettorale a suffragio ristretto del 22 ottobre 2016 i consiglieri eletti sono stati in totale 14, di cui 7 di centrosinistra, 5 di centrodestra, uno del Movimento 5 Stelle e uno del Partito Sardo d'Azione; Zedda viene riconfermato Sindaco Metropolitano come da statuto.
L'11 marzo 2019 Massimo Zedda rassegna le dimissioni da sindaco di Cagliari optando per la carica di consigliere regionale, conseguentemente il 25 marzo 2019 rassegna le dimissioni da Sindaco Metropolitano. Come previsto dalla Legge Regionale 4 febbraio 2016, n. 2 “Riordino del sistema delle autonomie locali della Sardegna” art. 20, commi 3 e 4, a seguito delle dimissioni del Sindaco del Comune di Cagliari e fino all'insediamento del nuovo sindaco metropolitano, le funzioni vengono esercitate dal Vicesindaco. Il 25 Marzo 2019 durante la conferenza metropolitana il Sindaco dimissionario Zedda, nomina vice sindaco della Città Metropolitana di Cagliari, Francesco Lilliu, (nominato con disposizione  n° 3 del 25 marzo 2019). Eletto nel 2016 Consigliere Metropolitano nella lista “Centrosinistra Metropolitana”, Lilliu è stato nominato Delegato Metropolitano in materia di Pianificazione Strategica, Politiche Europee e Innovazione con Decreto del Sindaco Metropolitano n° 4 del 10 marzo 2017.
Il 16 Giugno 2019 in occasione del rinnovo del Consiglio Comunale di Cagliari, viene eletto al primo turno con 33.907 voti e il 50,12% Paolo Truzzu, esponente di Fratelli d'Italia candidato della coalizione di centro destra civica e sardista, il quale subentra di diritto alla carica di Sindaco Metropolitano, poi a seguito delle elezioni comunali a Cagliari del 2024 gli subentra l'ex sindaco Massimo Zedda, che torna quindi a ricoprire la carica la carica di sindaco del capoluogo sardo.

### Simboli

#### Stemma e gonfalone
Con la delibera n°2 adottata nella seduta del Consiglio Metropolitano del 29 marzo 2017, l'ente ha stabilito le regole dello stemma e del gonfalone. Secondo l'art.2 comma 3 dello Statuto della Città Metropolitana di Cagliari, l'ente adotta lo stemma così descritto:
(Descrizione araldica dello stemma)
Sostanzialmente si tratta di una rivisitazione dello stemma della vecchia Provincia di Cagliari, a cui è stato rimosso il "disco ovale carico di un'aquila al naturale coronata d'oro, con le ali spiegate, portante in petto lo scudetto sabaudo e cioè di rosso alla croce d'argento", cioè il riferimento all'emblema araldico di Casa Savoia, e la corona per il titolo di provincia.

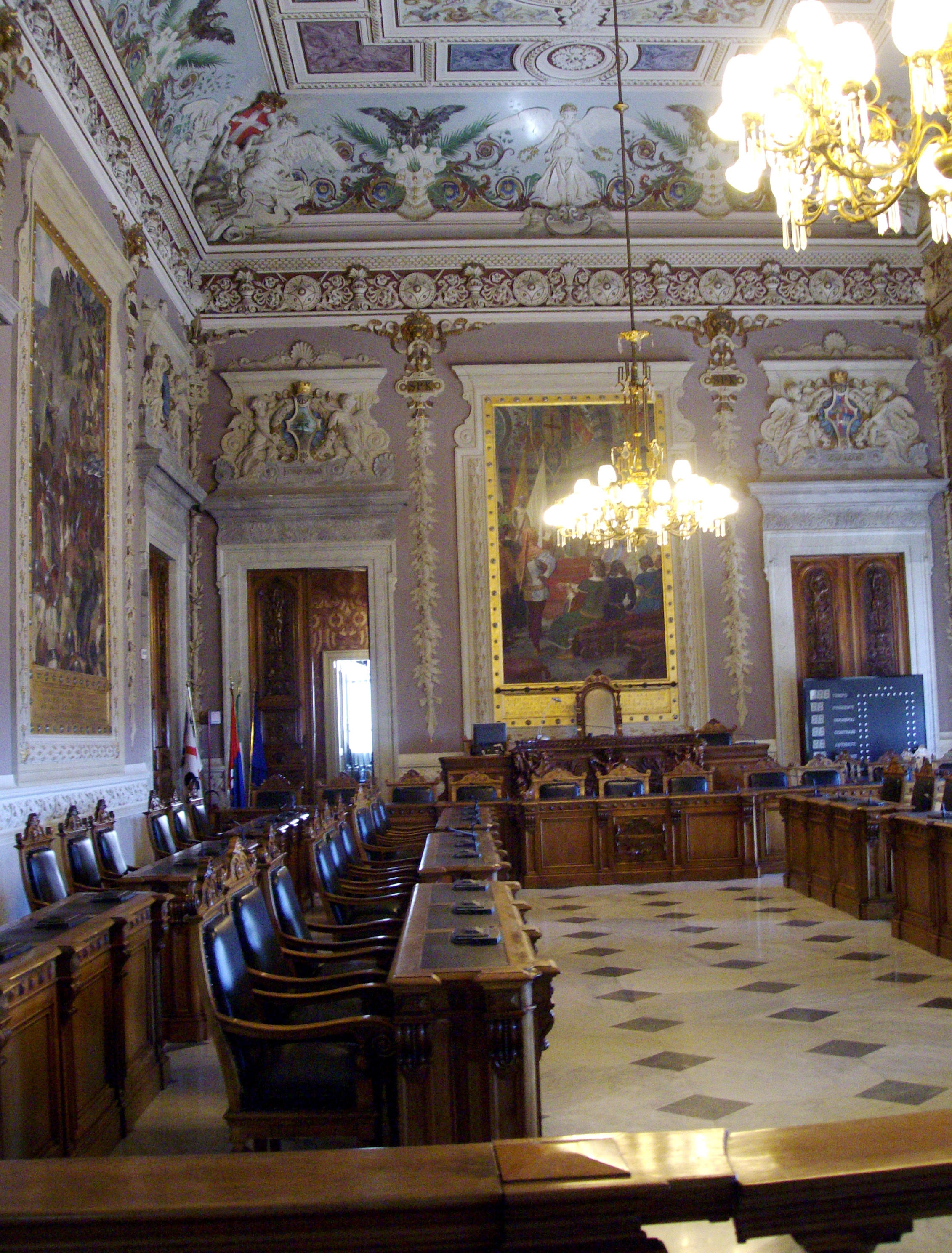
Sala del consiglio metropolitano

Nello stesso articolo, al comma 4 è descritto il gonfalone:
(Descrizione araldica dello stemma)
Anche in questo caso sostanzialmente rimane invariato il gonfalone della vecchia provincia, ma con lo stemma rivisitato secondo le modifiche citate.

#### Sede
La sede principale dell'istituzione si trova in piazza Palazzo, nel quartiere Castello, a Cagliari, all'interno del palazzo Regio, storico edificio un tempo residenza del viceré durante le dominazioni aragonese, spagnola e sabauda.

## Economia

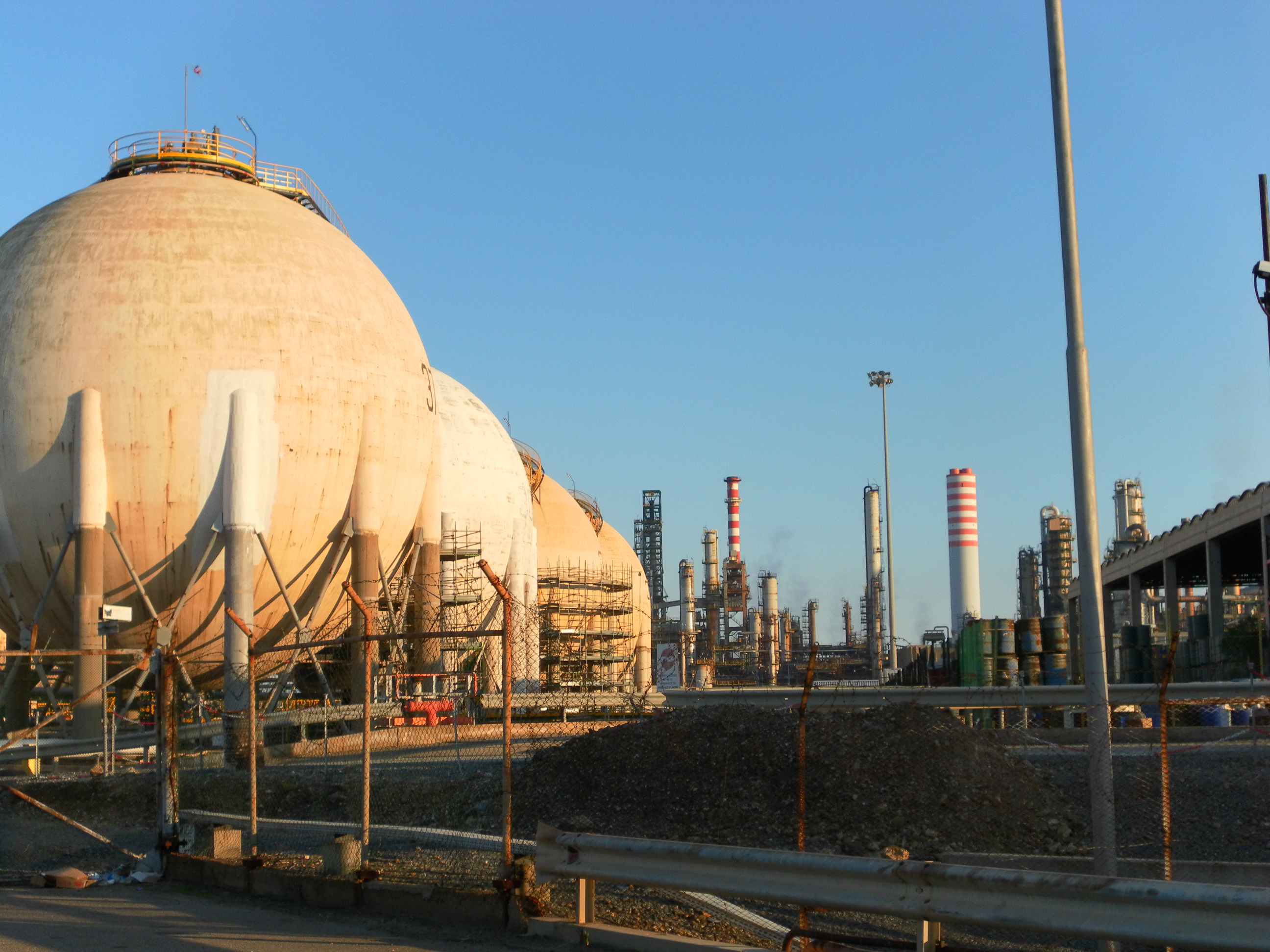
Raffineria Saras

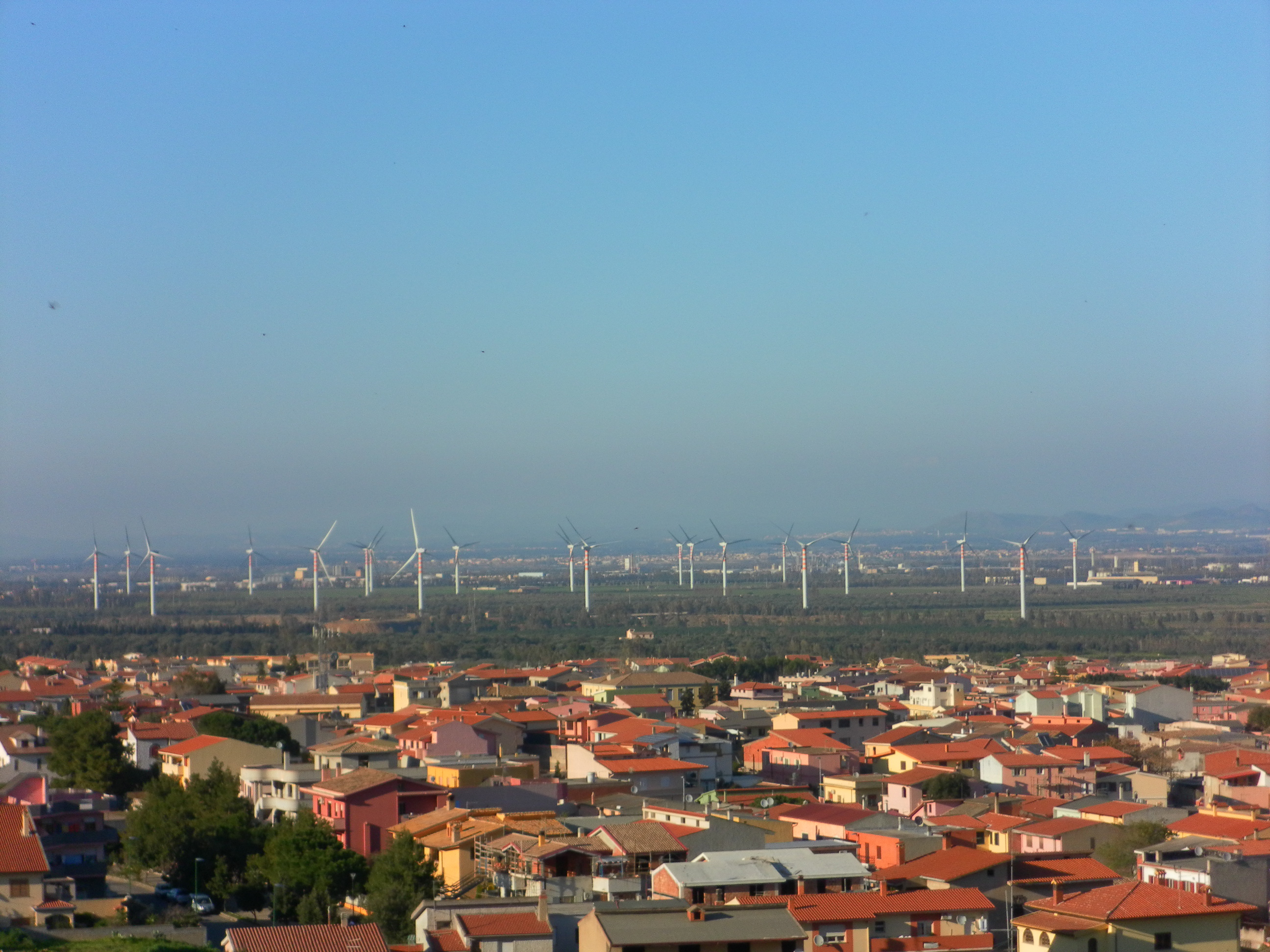
Vista di Capoterra, uno dei comuni metropolitani in crescita demografica

All'interno del territorio della città metropolitana si trovano alcuni importanti agglomerati industriali:
- l'agglomerato industriale di Macchiareddu-Grogastu, che include anche il porto canale di Cagliari, tra Cagliari, Capoterra, Assemini e Uta;
- il polo per la raffinazione del petrolio e del petrolchimico di Sarroch;
- l'agglomerato industriale di Elmas;
- l'agglomerato commerciale di Sestu-S.Sperate.

Le principali industrie riguardano la petrolchimica, chimica di base, meccanica fine, carpenteria metallica, servizi all'industria, industria manifatturiera (lavorazione del legno, marmo e plastiche)  e industria di alta specializzazione tecnologica.
Importante è anche la produzione di ortofrutta, di vino e di alimenti. Molto sviluppato è inoltre il settore terziario.

## Amministrazione

Gonfalone

### Sindaci metropolitani
| #   | Sindaco metropolitano | Sindaco metropolitano | Sindaco metropolitano | Mandato         | Mandato        | Partito              | Carica                |
| #   | Sindaco metropolitano | Sindaco metropolitano | Sindaco metropolitano | Inizio          | Fine           | Partito              | Carica                |
| --- | --------------------- | --------------------- | --------------------- | --------------- | -------------- | -------------------- | --------------------- |
| 1   |                       |                       | Massimo Zedda         | 1º gennaio 2017 | 31 marzo 2019  | Campo Progressista   | Sindaco metropolitano |
| 2   |                       |                       | Paolo Truzzu          | 18 luglio 2019  | 20 aprile 2024 | Fratelli d'Italia    | Sindaco metropolitano |
| (1) |                       |                       | Massimo Zedda         | 17 giugno 2024  | in carica      | Partito Progressista | Sindaco metropolitano |

## Società

### Evoluzione demografica
Secondo il censimento del 2011, la popolazione dei comuni facenti parte della città metropolitana di Cagliari ammontava a 420 677 abitanti, mentre nel 2017 ha raggiunto i 431 819 abitanti, facendo registrare un incremento di 11 142 individui. Cagliari e Monserrato sono gli unici comuni dell'area in calo demografico a causa del deflusso delle giovani coppie verso i comuni circostanti (negli ultimi anni principalmente verso Capoterra e Sestu) per via del prezzo più accessibile delle nuove abitazioni. Questo aumento di popolazione in generale è dovuto quasi esclusivamente ai flussi migratori, sia interni che esterni.
Abitanti censiti:

#### Etnie e minoranze straniere
Al 31 dicembre 2019 gli stranieri residenti nei comuni della città metropolitana di Cagliari sono 17 218, pari al 4,0% della popolazione totale. Tra le nazionalità più rappresentate troviamo:
| Pos. | Cittadinanza | Popolazione |
| ---- | ------------ | ----------- |
| 1    | Senegal      | 1805        |
| 2    | Filippine    | 1732        |
| 3    | Romania      | 1682        |
| 4    | Ucraina      | 1553        |
| 5    | Cina         | 1308        |

### Qualità della vita
Nel 2022 la città metropolitana di Cagliari si è piazzata al 18º posto nell'annuale classifica stilata da Il Sole 24 Ore sulla qualità di vita delle 107 province italiane.

## Infrastrutture e trasporti

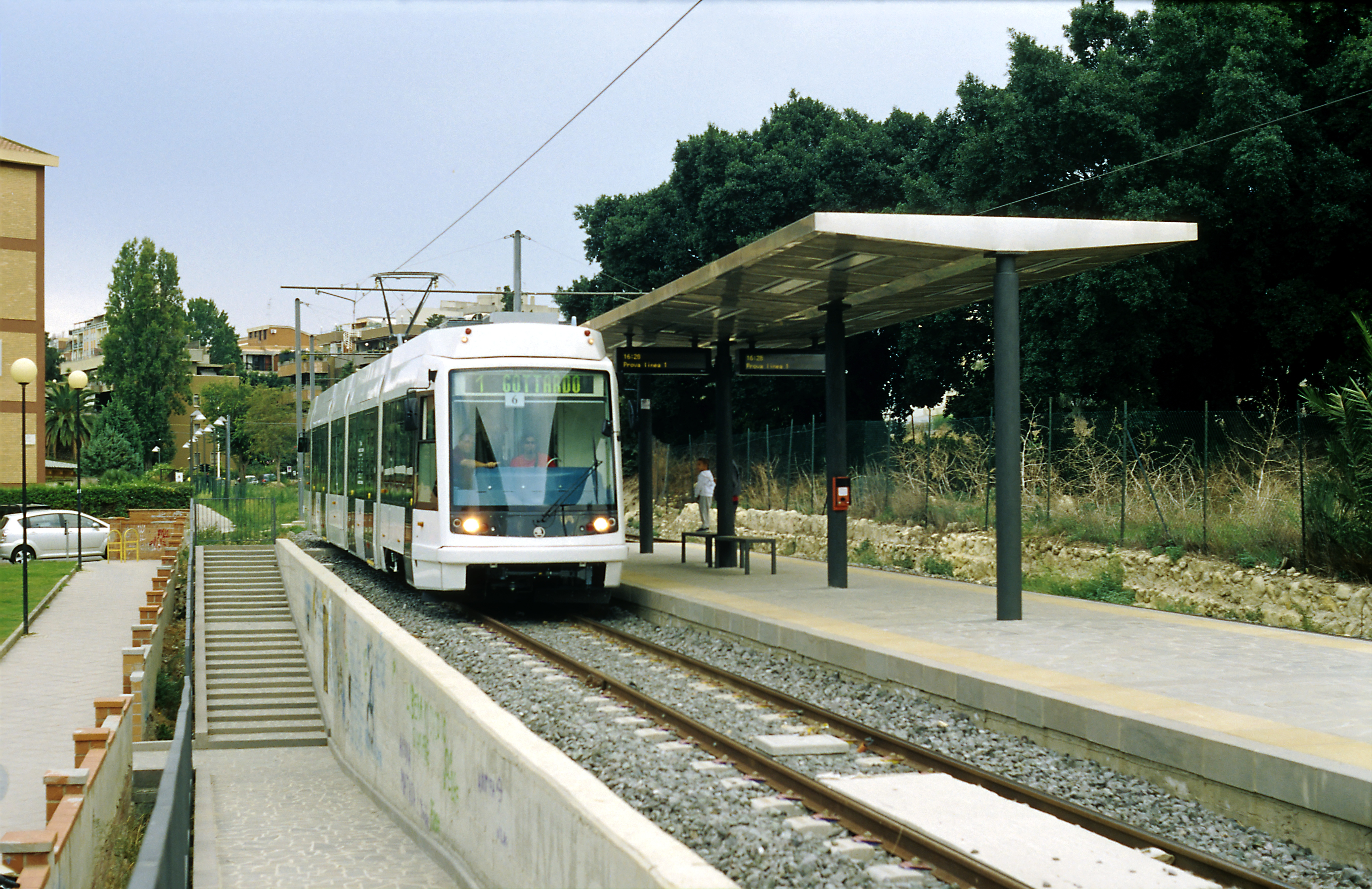
Tram Metrocagliari

### Trasporti pubblici
- Rete di trasporti pubblici CTM che serve i comuni di Cagliari, Quartu Sant'Elena, Monserrato, Quartucciu, Selargius, Elmas, Assemini e Decimomannu ed è operata tramite autobus e filobus.
- Rete tranviaria Metrocagliari, gestita dall'ARST, operante nei comuni di Cagliari, Monserrato, Selargius e Settimo San Pietro.
- Rete di trasporti a livello ARST operata tramite autobus di linea.

### Trasporto ferroviario
- Ferrovia Cagliari-Golfo Aranci Marittima

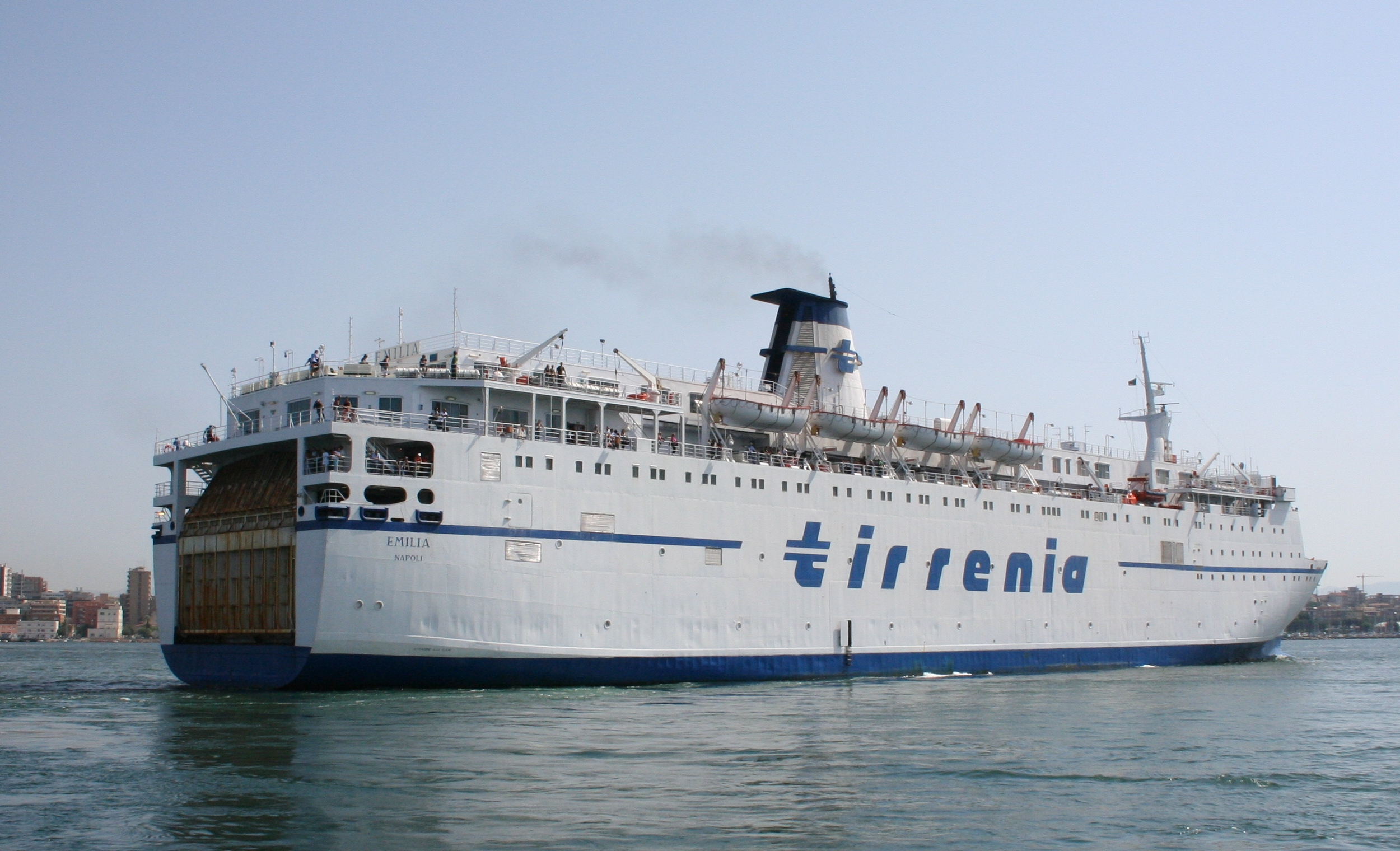
Traghetto Emilia nel porto di Cagliari

- Ferrovia Monserrato-Isili

### Trasporto aereo
- Aeroporto di Cagliari-Elmas

### Trasporto marittimo
- Porto di Cagliari

### Principali vie di comunicazione

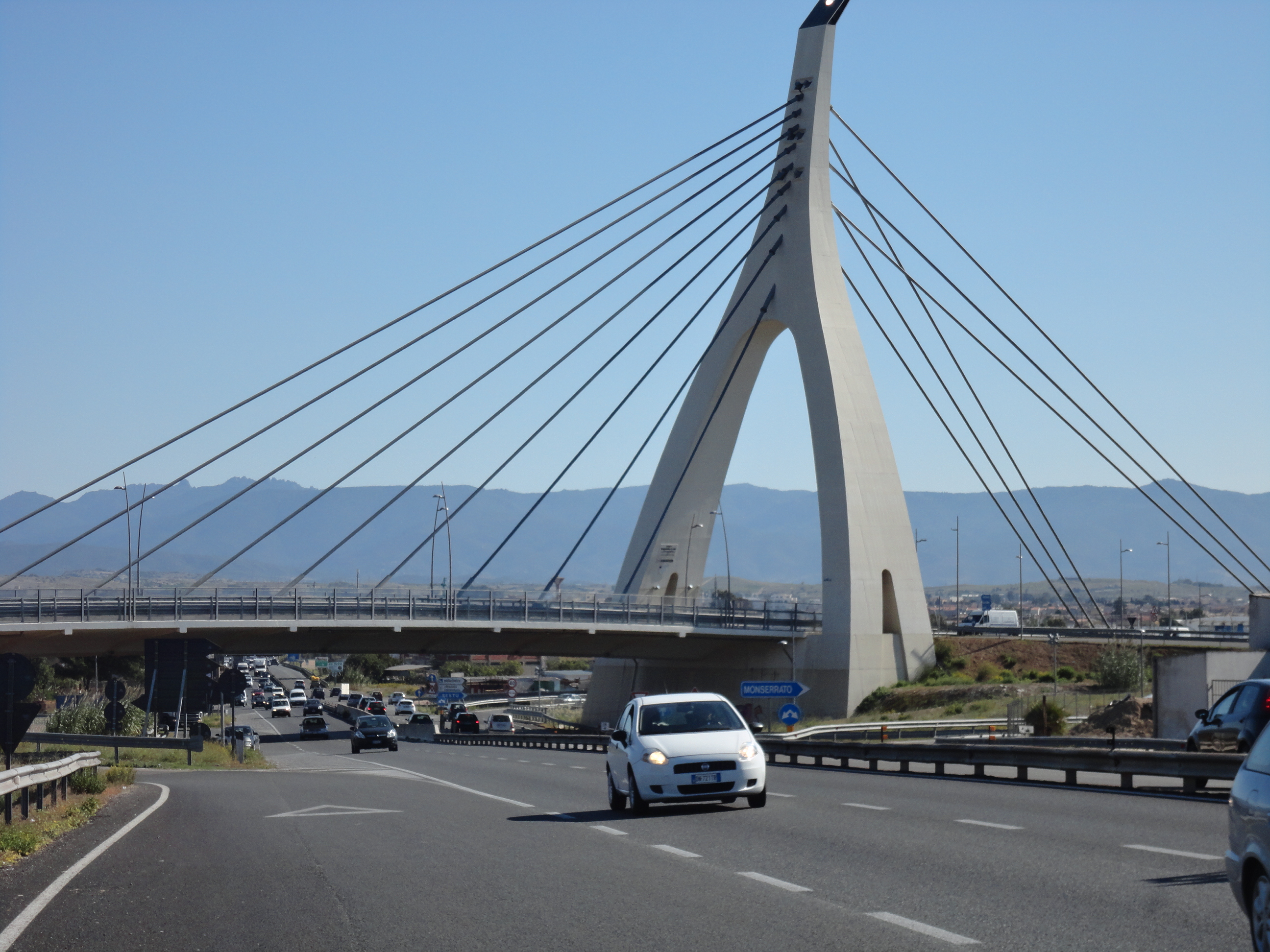
Ponte Emanuela Loi sulla strada statale 554 Cagliaritana

- Carlo Felice  collega Cagliari a Sassari e Porto Torres;
- Cagliaritana ha il ruolo di una tangenziale intorno alla conurbazione composta dai comuni di Cagliari, Monserrato, Selargius, Quartucciu e Quartu Sant'Elena;
- del Gerrei collega Cagliari a Muravera;
- Iglesiente collega Cagliari a Iglesias;
- Orientale Sarda collega Cagliari a Palau;
- Sulcitana collega Cagliari a San Giovanni Suergiu.